# Boicot antinazi de 1933
El boicot antinazi de 1933 fue una respuesta al antisemitismo en la Alemania nazi tras el ascenso de Adolf Hitler, que comienza con su nombramiento como canciller de Alemania el 30 de enero de 1933. Los Estados Unidos, el Reino Unido y otros lugares en todo el mundo que se oponían a las políticas de Hitler desarrollaron el boicot y también protestas complementarias para animar a la Alemania nazi a poner fin a las prácticas antijudías de su régimen.Tras el nombramiento de Adolf Hitler como canciller alemán en enero de 1933, el Partido Nazi de Hitler organizó una campaña de violencia en contra de los judíos de Alemania. Se organizaron piquetes en frente de tiendas judías y sus dueños fueron hostigados. Las protestas del “deutscher Centralverein Staatsbürger jüdischen Glaubens” (organización de la comunidad judía) en contra de estas tácticas fueron ignoradas sistemáticamente. Hermann Göring dijo al respecto que él no tendría misericordia al utilizar a la policía en caso de que alemanes fuesen lastimados, pero que no estaba dispuesto a convertir a la policía en "guardias de negocios judíos".
Se organizó un masivo boicot de bienes y servicios alemanes para protestar contra el maltrato a los judíos alemanes. Cristianos y judíos de todo el mundo celebraron concentraciones masivas, marchas y un boicot antialemán, que se convirtió en un movimiento organizado tras el boicot manifestativo de todo el día de los nazis contra los judíos alemanes el 1 de abril.Pero el boicot no prosperó porque muchos líderes judíos no lo apoyaron. Tras no ver ninguna mejora en la situación tras varias semanas desde las primeras protestas, representantes del Comité Judío Estadounidense, el Congreso Judío Estadounidense y el B'nai B'rith se reunieron en la ciudad de Nueva York y establecieron un comité conjunto para discernir acerca de la difícil situación de los judíos alemanes. A esas alturas, concluyeron que cualquier protesta pública que se realizase probablemente contribuiría al sufrimiento de los judíos en Alemania. Este fallido boicot destacó como un ejemplo temprano de iniciativa judía contra el terror nazi. De haber tenido éxito, el boicot podría haber evitado la Shoá.